# Caffettano

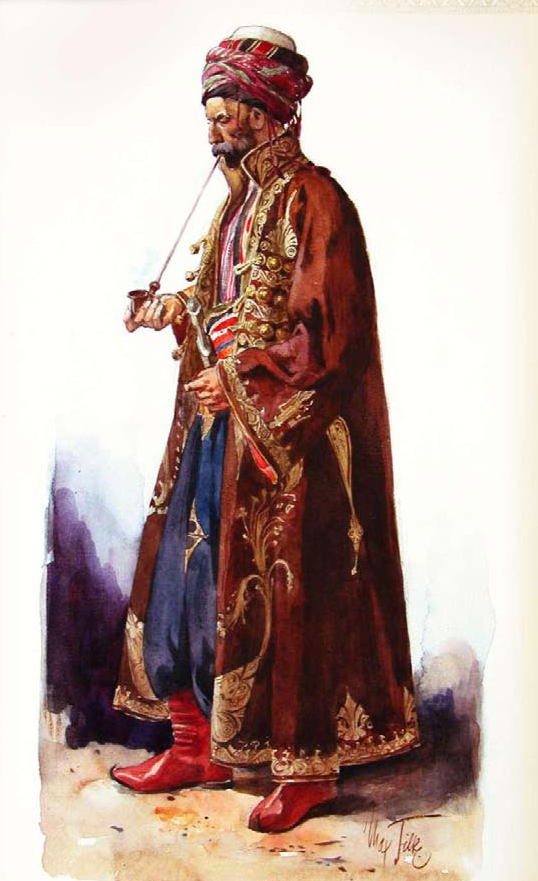
Uomo curdo che indossa un caftano. Illustrazione di Max Karl Tilke pubblicata in Costumi orientali: i loro disegni e colori (1922), Museo nazionale georgiano, Tbilisi.

Il caffettano, cafetano, caftano o caftan (in arabo قفطان‎?, qafṭān; in persiano خفتان‎, khaftān; in turco kaftan) è una variante della veste o della tunica. Originario dell'Asia, si è diffuso presso da numerose culture in tutto il mondo per più di mille anni. Nell'uso russo, il caftano si riferisce invece a uno stile di abito lungo da uomo con maniche strette.
Può essere di lana, cashmere, seta o cotone e può essere indossato con una fascia alla vita. Estremamente popolare durante il periodo dell'Impero ottomano, i capi più eleganti e dal tessuto più elaborato venivano donati agli ambasciatori e ad altri ospiti importanti al Palazzo di Topkapı.
Elaborazioni e variazioni del caftano sono state ereditate dalle culture di tutta l'Asia e diffuse successivamente in Russia, Europa orientale e Africa settentrionale e Occidentale.
Stili, usi e nomi per il caftano variano da cultura a cultura, da regione a regione. Il caftano è spesso indossato come cappotto o soprabito, ma anche come abito per uso quotidiano o finanche da cerimonia. Di solito ha maniche lunghe e arriva alle caviglie. Nelle regioni con un clima caldo, è indossato come un indumento leggero e ampio. In alcune culture, il caftano è servito come simbolo di regalità.
Le origini del caftano sono incerte, ma si ritiene che sia apparso per la prima volta nell'antica Mesopotamia. Viene descritto come una veste lunga fino ai polpacci o appena sotto il ginocchio, aperta sul davanti. Le maniche sono leggermente tagliate ai polsi o addirittura fino alla metà delle braccia.

## Epoca abbaside
Durante l'età d'oro islamica dell'era abbaside, l'uso del caftano si diffuse fino alle corti imperiali cinesi. Anche a Costantinopoli (l'odierna Istanbul) i dignitari imitavano le usanze di Baghdad (capitale degli Abbasidi).
L'imperatore bizantino Teofilo combatté gli Abbasidi negli anni trenta del IX secolo costruì un palazzo ispirato allo stile di Baghdad vicino al Bosforo, amava mostrarsi in pubblico con caftani e turbanti. Anche per le strade di Ghuangzhou durante l'era della dinastia Tang, il caftano abbaside era di moda.
Il caftano divenne una moda per le classi agiate, una veste elegante dallo stile ricco con bottoni sul davanti. I Califfi indossavano eleganti caftani in broccato d'argento o d'oro e bottoni sul davanti delle maniche. Il califfo al-Muqtaddir (908–932) indossava un caftano di broccato d'argento di seta Tustari e ne fece fare a suo figlio uno di seta bizantina riccamente decorato con figure. Il caftano fu diffuso dagli Abbasidi in tutte le aree della loro sfera di influenza e divenne di uso comune presso le corti di tutto il Medio Oriente e Nord Africa.

## Caftano turco

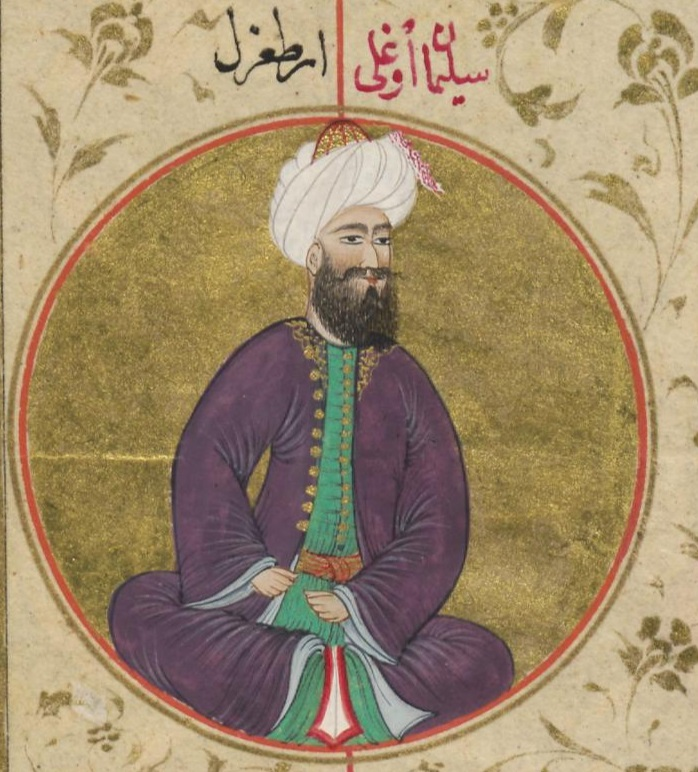
Raffigurazione di Ertuğrul che indossa un caftano

Il caftano risulta essere l'abito turco più antico, può essere fatto risalire ai periodi Unno e Gokturk. Era l'indumento preferito indossato negli stati turchi dell'Asia centrale, nell'impero turco in India, presso i turchi selgiuchidi e gli ottomani. Era il capo di abbigliamento più comune durante il periodo selgiuchide e si dice che i più antichi esempi conosciuti di questa veste siano stati trovati nelle tombe degli Unni. L'abito tipico del periodo Gokturk consisteva in un lungo caftano chiuso con una cintura in vita. Esempi di questi caftani possono essere osservati nelle statue di Gokturk.
Il sultano selgiuchide Ahmed Sanjar, che regnò dal 1097 al 1118, diede in dono ai suoi soldati 1000 caftani rossi. Nel periodo del sultano selgiuchide Malik Shah I 
(XI secolo), i turchi selgiuchidi indossavano caftani. Importanti scavi archeologici hanno portato alla lucde un caftano da bambino risalente al regno di Sanjar-Shah che regnò dal 1185 o dal 1186 al 1187.
Nel palazzo di Kubadabad sono raffigurate figure turche vestite di caftani in diversi mosaici. Il palazzo fu costruito per il sultano Aladdin Kayqubad I che regnò dal 1220 al 1237. Le classiche raffigurazioni selgiuchidi dall'XI al XIII secolo testimoniano di figure maschili addobbate con caftani in stile turco. Il caftano era indossato anche dai selgiuchidi anatolici che avevano donato diversi capi al primo sultano ottomano, Osman I. Lo storico Neşri descrisse un caftano nell'elenco degli oggetti ereditati dagli eredi di Osman I: "C'era un caftano a maniche corte di stoffa Denizli."
In uno scavo a Kinet, in Turchia, è stata rinvenuta una ciotola risalente all'inizio del XIV secolo raffigurante un uomo che indossa quello che sembra essere un caftano.

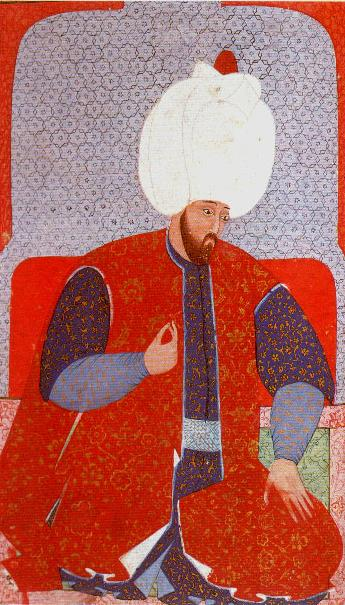
Il sultano ottomano Solimano il Magnifico in un caftano di tessuto complesso

I sultani dell'impero ottomano indossavano caftani riccamente decorati. La particolare decorazione dell'indumento, inclusi colori, motivi, nastri e bottoni, indicava il rango della persona che lo indossava.
Nella prima metà del XIV secolo Orhan I conquistò Bursa e ne fece la capitale ottomana. Tra le altre specialità degli artigiani tessili della città di Bursa, spiccava la capacità di ricamare in oro. Un archivio rileva che due caftani realizzati con il miglior velluto broccato d'oro di Bursa furono preparati per la circoncisione dei due figli di Geliboulu Bey Sinan Pasha nel 1494.

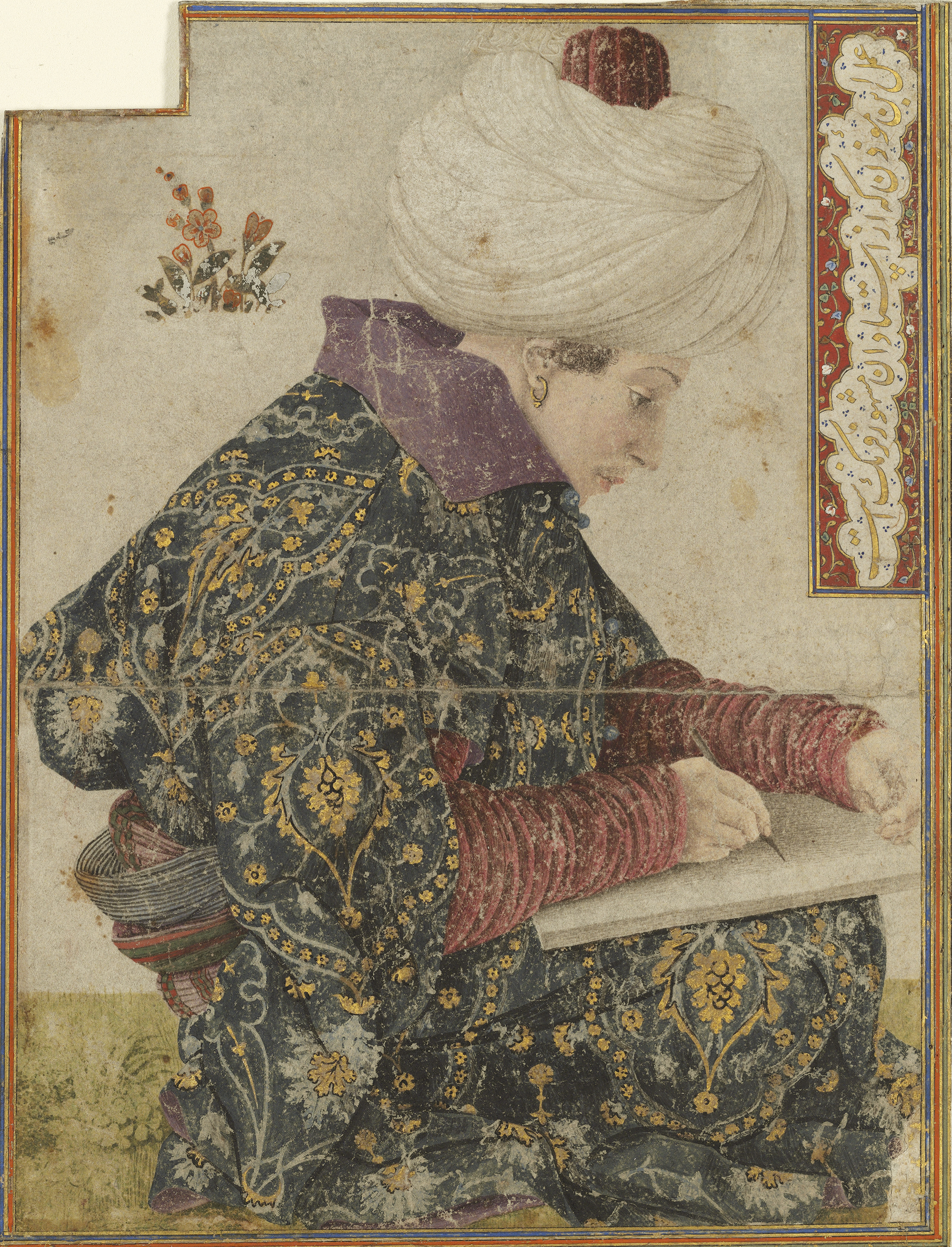
Un giovane membro della corte ottomana vestito con un caftano di velluto blu scuro intessuto d'oro. Variamente attribuito a Gentile Bellini o a Costanzo da Ferrara, con didascalia in persiano di mano successiva. Museo Isabella Stewart Gardner

L'esploratore Ibn Battuta che aveva visitato l'Anatolia durante i suoi viaggi ha testimoniato che un mudarris (insegnante) indossava un abito ricamato con pezzi d'oro e che un Seljuk Bey aveva regalato un caftano ricamato con fili d'oro. Tra il secolo XIV e XVII la moda prevedeva l'utilizzo di tessuti con motivi di grandi dimensioni. Successivamente, tra la fine del XVI e l'inizio del XVII secolo, i motivi decorativi predominanti sui tessuti erano diventati più piccoli e luminosi. Nella seconda metà del XVII secolo, i caftani più pregiati erano decorati con gli yollu: fantasie a righe verticali con ricami variabili e piccoli disegni, i cosiddetti tessuti "Selimiye".
La maggior parte dei tessuti fabbricati in Turchia sono stati realizzati a Istanbul e Bursa. Altri importanti centri di produzione e commercializzazione dei caftani o dei tessuti per caftani erano Venezia, Genova, Persia ( attuale Iran), India e persino Cina. I caftani erano prodotti in velluto, aba, bürümcük (un tipo di crêpe con ordito di seta e trama di cotone), canfes, çatma (un pesante broccato di seta), gezi, diba (in persiano دیبا‎), hatayi, kutnu, kemha, seraser (سراسر‎) (tessuto broccato con ordito in seta e trama in filo metallico oro o argento), serenk‎, zerbaft ( زربافت‎), e tafta (تافته‎). I colori più pregiati erano l'indaco, il Chermes, il viola, il pişmiş ayva o "mela cotogna cotta" e il giallo saldato .
Nel museo Topkapi Saray sono conservati quasi 2500 esemplari di caftani e altri indumenti appartenuti ai successivi sultani dal XV al XIX secolo. Nel Palazzo di Topkapı si trovano 21 caftani appartenuti a Maometto II, oltre a 77 appartenuti a Solimano il Magnifico, 13 ad Ahmed I, 30 a Osman II e 27 a Murad IV, oltre a diverse centinaia di altri dignitari minori.

## Caftano algerino

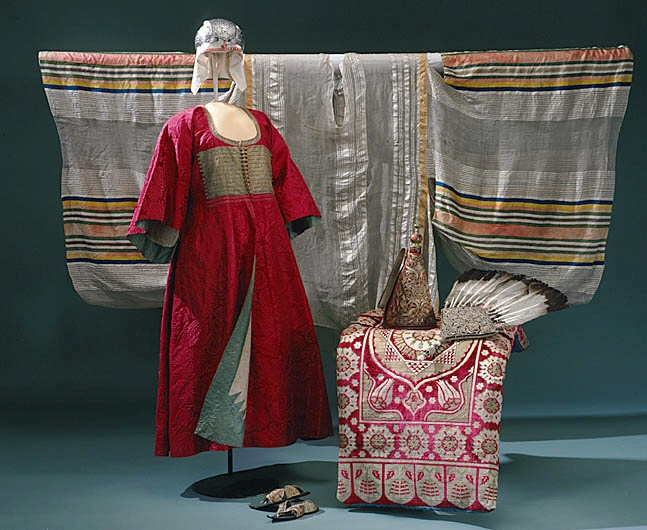
Un caftano femminile offerto da Ali Pacha d'Algeria alla corona di Svezia in occasione di un trattato di pace, 1731

Il caftano femminile algerino è riconosciuto dall'UNESCO come parte del patrimonio culturale immateriale dell'umanità, come il costume di Tlemcen. È il pezzo principale del Chedda di Tlemcen.
Risulta storicamente documentato che il caftano era comunemente indossato in Algeria all'inizio del XVI secolo e che la sua presenza in Algeria risale al periodo Rustamid così come è attestata già durante il periodo Zirid nel X secolo e nel periodo zayyanide. Secondo la tradizione ottomana, il caftano maschile, meglio noto come caftano d'onore, fu conferito dal sultano ottomano ai vari governatori di Algeri che, a loro volta, conferirono caftani ai Bey e ai membri di famiglie illustri e dignitari di corte. Nella Topografia e storia generale di Algeri, di Antonio de Sosa [sp] il caftano viene descritto come una lunga veste colorata in raso, damasco, velluto o seta, di diverse tonalità e fantasie, e avente una forma che ricorda le tonache dei sacerdoti. A seconda del loro grado e ruoli i vari dignitari indossavano caftani in diverse varianti, per colore e tipologia. Il Dey era solito indossare un caftano con le maniche penzolanti; i khodja (segretari) indossavano un lunghissimo caftano a base di stoffa, che arrivava alle caviglie; i chaouch (esecutori della giustizia del dey) erano riconoscibili per via del colore verde del loro caftano con maniche aperte o chiuse. Il caftano era indossato anche dai giannizzeri nel XVII e parte del XVIII secolo. Ha continuato ad essere indossato da dignitari maschi fino al XX secolo.
Il caftano femminile, invece, si è evoluto localmente e deriva dal ghlila‎, una giacca a metà polpaccio che combinava influenze moresche e ottomane, ma che si è evoluta seguendo uno stile algerino molto specifico dal XVI secolo in poi. Tra il XVI e il XVII secolo, le donne della classe media iniziarono a indossare la ghlila‎. L'uso di broccati e velluti di qualità, la profusione di ricami e infilature d'oro non sono bastati a soddisfare il bisogno di distinzione degli algerini più facoltosi che scelsero di allungare la ghlila‎ fino alle caviglie per realizzare un caftano che divenne così il fulcro dell'abito da cerimonia, mentre il ghlila‎ rimase diffuso come capo di abbigliamento quotidiano. Si ritiene che l'introduzione del ricamo in filo d'oro nello stesso Nord Africa sia stata introdotta durante il dominio turco e che l'utilizzo diffuso del caftano tra la popolazione femminile sia partito proprio dall'Algeria e da lì abbia poi raggiunto le corti degli stati limitrofi.
Così, nel 1789, il diplomatico Jean-Michel Venture de Paradis descrisse le donne di Algeri:
Da allora sono stati sviluppati diversi tipi di caftani, pur rispettando il modello originale. Al giorno d'oggi, i caftani femminili algerini, comprese le versioni modernizzate, sono visti come un capo essenziale nel corredo della sposa in città come Algeri, Annaba, Béjaïa, Blida, Costantina, Miliana, Nedroma e Tlemcen.
La tradizione del costume da sposa di Tlemcen, che presenta il caftano algerino, è stata iscritta nella Lista rappresentativa del patrimonio culturale immateriale dell'umanità dall'UNESCO nel 2012, in riconoscimento del suo significato culturale.

## Caffettano marocchino
Secondo l'Encyclopaedia of Islam, il caftano fu introdotto negli Stati barbareschi dagli ottomani e diffuso di moda fino al Marocco.
Secondo la storica dell'arte Rachida Alaoui, il caftano in Marocco risale alla fine del XV secolo e risale alla storia moresca della regione, che rappresenta l'eredità medievale di Al-Andalus. Tuttavia, la prima testimonianza scritta dell'indumento indossato in Marocco risale al XVI secolo.
Secondo Naima El Khatib Boujibar, tuttavia, il caftano potrebbe essere stato introdotto in Marocco solo dal sultano Saadi Abd al-Malik, che aveva vissuto ad Algeri e Istanbul. Abd al-Malik, che aveva ufficialmente riconosciuto la signoria ottomana per tutto il suo tempo come sovrano del Marocco, vestito alla moda ottomana, parlava turco, riorganizzava il suo esercito e la sua amministrazione a imitazione delle pratiche ottomane e usava titoli turchi ottomani per i suoi funzionari. La seconda metà del XVI secolo fu un periodo di influenza ottomana in Marocco durante il quale Ahmad al-Mansur, fortemente influenzato dalla cultura ottomana, adottò usanze e costumi turchi, introdusse le mode di abbigliamento ottomane, il suo esercito adottò costumi e titoli turchi e gli ambasciatori hanno persino notato l'uso di ceramiche turche e tappeti turchi nel Palazzo Badi. Aspetti della cultura ottomana erano stati introdotti in Marocco durante il regno sia di Abd al-Malik che di Ahmad al-Mansur e il breve regno di Abd al-Malik aprì un periodo che continuò sotto il suo successore della "turchificazione" del Marocco. Henri Terrasse ha affermato che gli stili di ricamo marocchino derivano quasi tutti dalle ex regioni dell'impero turco, si ritiene che l'introduzione del ricamo con filo d'oro nello stesso Nord Africa sia stata introdotta con il dominio turco.
Indossato inizialmente dai dignitari e dalle donne del palazzo, divenne di moda tra la borghesia a partire dalla fine del XVII secolo.
Oggi in Marocco, i caftani sono indossati da donne di diversi gruppi sociali e la parola caftano è comunemente usata per indicare un "costume tradizionale intero". Versioni alternative in due pezzi dei caftani marocchini sono chiamate takchita e indossate con una grande cintura. La takchita è anche conosciuta come Mansouria che deriva dal nome del sultano Ahmad al-Mansur, che ha inventato Al-Mansouria e la nuova moda di indossare un caftano a due pezzi.

## Caftano dell'Africa occidentale
In Africa occidentale, un caftano è una veste pullover, indossata da uomini e donne. L'abito da donna è chiamato Kaftan e l'indumento da uomo è indicato come caftano senegalese.
Un caftano senegalese è una veste da uomo pullover con lunghe maniche a campana. In lingua wolof, questa veste si chiama mbubb e in francese si chiama boubou . Il caftano senegalese è un indumento lungo fino alla caviglia ed è indossato con pantaloni con coulisse abbinati chiamati tubay . Solitamente realizzati in broccato di cotone, pizzo o tessuti sintetici, questi abiti sono comuni in tutta l'Africa occidentale. Un caftano e pantaloni abbinati sono chiamati abito caftano. L'abito caftano è indossato con un berretto kufi. I caftani senegalesi sono abiti da cerimonia in tutti i paesi dell'Africa occidentale.

## Persiano
Le vesti d'onore del caftano persiano erano comunemente note come khalat o kelat.

## Russo (Asia settentrionale ed Europa orientale)

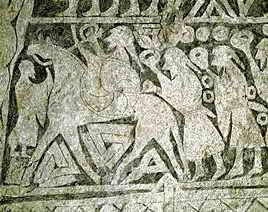
Pietra raffigurante Gotlandia che mostra uomini in abbigliamento simile a un caftano

In Russia, la parola "caftano" è usata per un altro tipo di abbigliamento: uno stile di abito lungo da uomo con maniche attillate. Tornando al popolo di varie tribù baltiche, turche, varangiane (vichinghe ) e iraniche ( sciti ) che abitavano l'odierna Russia insieme alla popolazione slava, l'abbigliamento simile a un caftano era già diffuso nell'antichità nelle regioni dove in seguito il Khaganato di Rus' e apparvero gli stati di Kievan Rus.
Il caftano russo è stato probabilmente influenzato dai persiani e/o dai turchi nell'antica Russia. La parola "caftano" è stata adottata dalla lingua tartara, che a sua volta ha preso in prestito la parola dalla Persia. Nel 13º secolo, il caftano era ancora comune in Russia. Nell'Ottocento i caftani russi erano il capospalla più diffuso tra contadini e mercanti dell'Antica Russia. Attualmente all'inizio del 21º secolo, sono più comunemente usati come abbigliamento religioso rituale dai vecchi credenti conservatori, nella moda russa (Rusfashion), nell'abbigliamento popolare russo e per quanto riguarda il folklore russo.

## Ebreo

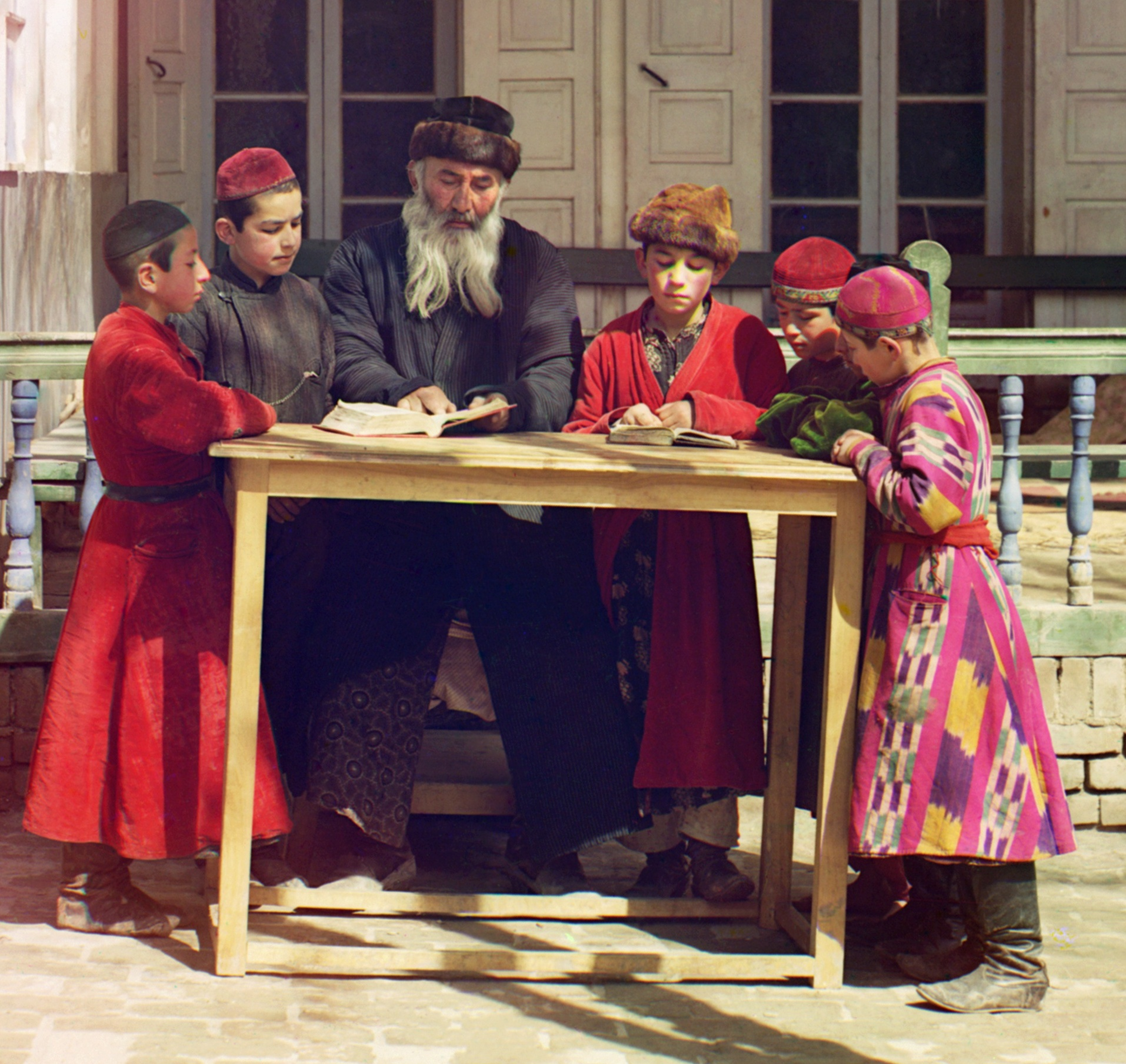
Bambini ebrei con un insegnante di scuola a Samarcanda, che indossano caftani (circa 1910)

La cultura ebraica chassidica ha adattato una veste di seta ( bekishe ) o una redingote (kapoteh, parola yiddish kapote o sinonimo turco chalat) dall'abito della nobiltà polacca, che era essa stessa un tipo di caftano. Il termine kapoteh può provenire dallo spagnolo capote o forse da "kaftan" dalla Lingua giudeo-spagnola. Gli ebrei sefarditi dei paesi musulmani indossavano un caftano simile a quelli dei loro vicini. 
Nel sud-est asiatico, il caftano era originariamente indossato dai commercianti arabi, come si vede nelle prime litografie e fotografie della regione. Le comunità religiose che si sono formate quando l'Islam si è affermato hanno successivamente adottato questo stile di abbigliamento come caratteristica distintiva, sotto una varietà di nomi derivanti dall'arabo e dal persiano come "jubah", una veste, e "cadar", un velo o chador.

Gli americani di ritorno dai viaggi lungo la Hippie trail hanno contribuito a rendere popolare il caftano

Nell'era recente il caftano è stato introdotto in Occidente nel 1890, la nipote della regina Vittoria, Aleksandra Fëdorovna Romanova, indossava un abito tradizionale dell'incoronazione russa davanti a una folla che includeva spettatori occidentali, questo abito tradizionale presentava il caftano russo ampio che era così esotico agli occhi occidentali. Questa è stata una delle prime volte in cui una donna occidentale di alto rango che era stata vista anche in abiti occidentali alla moda, è stata vista indossare qualcosa di così esotico. Il tradizionale caftano russo ricorda i caftani indossati dai sultani ottomani; era in netto contrasto con gli abiti attillati e con corsetto comuni in Inghilterra a quel tempo.
Il caftano ha lentamente guadagnato popolarità come forma esotica di abbigliamento ampio. Lo stilista francese Paul Poiret ha ulteriormente reso popolare questo stile all'inizio del XX secolo.
Negli anni cinquanta, stilisti come Christian Dior e Balenciaga adottarono il caftano come ampio abito da sera o vestaglia nelle loro collezioni. Queste variazioni erano generalmente senza fascia.
La moda hippy americana della fine degli anni sessanta degli anni settanta si ispirava spesso a stili etnici, compresi i caftani. Questi stili sono stati portati negli Stati Uniti da persone che hanno percorso il cosiddetto "hippie trail". I dashiki in stile africano simili a un caftano erano popolari, specialmente tra gli afroamericani. Gli stili di strada sono stati appropriati dagli stilisti, che hanno commercializzato sontuosi caftani come abiti da hostess per intrattenimenti casuali a casa.
Diana Vreeland, Babe Paley e Barbara Hutton hanno contribuito a rendere popolare il caftano nella moda occidentale tradizionale. Negli anni settanta, Elizabeth Taylor indossava spesso caftani disegnati da Thea Porter. Nel 1975, per il suo secondo matrimonio con Richard Burton, indossa un caftano disegnato da Gina Fratini.
Più di recente, nel 2011 Jessica Simpson è stata fotografata mentre indossava caftani durante la gravidanza. Il fashion editor americano André Leon Talley ha anche indossato caftani disegnati da Ralph Rucci come uno dei suoi look distintivi. Beyoncé, Uma Thurman, Susan Sarandon, Kate Moss, Mary-Kate e Ashley Olsen e Nicole Richie sono state tutte viste indossare lo stile. Alcune linee di moda hanno collezioni dedicate al caftano.